# Ferdinando Vacchetta
Ferdinando Vacchetta (Torino, 17 dicembre 1915 – Sanremo, 23 settembre 1986) è stato un politico e partigiano italiano, eletto nella III legislatura alla Camera dei deputati e nella IV al Senato.

## Biografia
Operaio negli stabilimenti Lancia, aderì al Partito Comunista d'Italia in clandestinità e fu attivo nella Resistenza; in particolare fu membro del Comitato di agitazione di fabbrica alle Ferriere Fiat e partecipò attivamente all’organizzazione degli scioperi del marzo 1943. Nel giugno 1944 entrò nelle file della VII Brigata Sap “Edoardo De Angeli”, con il nome di battaglia Stefano. 
Dopo la Liberazione proseguì l'impegno politico con il PCI, venne eletto alla Camera dei deputati alle elezioni politiche del 1958 e poi al Senato a quelle del 1963. Concluse il mandato parlamentare nel 1968.
Ricoprì anche il ruolo di consigliere comunale a Torino (dal 1956 al 1970), a Nichelino e a Grugliasco.
Morì a Sanremo il 23 settembre 1986 all'età di 70 anni.